# Titelkerk
Een titelkerk is in de Rooms-Katholieke Kerk een kerk in het bisdom Rome die titulair wordt toegekend aan kardinaal-priesters en kardinaal-diakens (in die gevallen wordt ook wel gesproken van een titeldiaconie).
Het gebruik is in de 7e eeuw ontstaan, toen diakens en priesters die vast verbonden waren aan bepaalde kerken (incardinato, oftewel 'vastgemaakt') een rol kregen in de kerkelijke organisatie en bij toerbeurt de liturgie in de pauselijke basilieken verzorgden (Sint-Jan van Lateranen; Sint-Pieter; Sint-Paulus buiten de Muren; Santa Maria Maggiore; in de vroegmoderne tijd werd ook de San Lorenzo daartoe gerekend). 
Met de formalisering van de rol van de kardinaal in de 11e eeuw, toen paus Nicolaas II aan de kardinalen het alleenrecht gaf om de bisschop van Rome te kiezen, kreeg de titelkerk een andere rol - in plaats van dat de diaken c.q. priester van een bepaalde kerk betrokken werd in de liturgie in de pauselijke basiliek, kregen tot kardinaal benoemde personen vervolgens een kerk toegewezen. De titelkerk functioneerde als ware als de eigen parochiekerk van de betreffende kardinaal, echter (vanaf 1692) zonder dat deze enige bestuursbevoegdheid daarover had.
Tot aan het eind van de vijftiende eeuw betekende een titelkerk vaak ook een residentie; veel titelkerken bezaten onroerend goed, vaak rondom de kerk, en dat kon voor kardinalen die niet uit Rome kwamen gebruikt worden als woonvertrekken in de periode dat zij in Rome verbleven. Na 1475, toen Sixtus IV kardinalen de mogelijkheid gaf om hun bezit te vererven aan familieleden, werd het aantrekkelijk om eigen bezit te verwerven indien kardinalen langere tijd een functie in het pauselijke hof vervulden.
Door de toename van het aantal kardinalen in de loop van de zestiende eeuw bleek het noodzakelijk om aan de traditionele titelkerken (die vaak een vroegchristelijke oorsprong hadden) nieuwe kerken toe te voegen. Andere kerken werden, onder andere omdat ze in onbruik en/of verval raakten, van de lijst verwijderd.
Hoewel het, met name sinds de 19de eeuw, gaat om een titulaire functie, beschouwen de meeste kardinalen het als een eer om, wanneer ze in Rome zijn, hun titelkerk te bezoeken en er – bijvoorbeeld – een heilige mis op te dragen. Aan alle titelkerken is het wapen van de titelhoudende kardinaal aan de voorgevel bevestigd.
De Belgische kardinaal Godfried Danneels had de Sint-Anastasiabasiliek als titelkerk. De Belgische kardinaal Jozef De Kesel is titularis van de Santi Giovanni e Paolo. De Nederlandse kardinaal Ad Simonis was titularis van de basiliek van San Clemente en de Nederlandse kardinaal Wim Eijk is titularis van de San Callisto. 
1. ↑  (en) Arnold Witte, Mary Hollingsworth, Miles Pattenden (2020). Companion to the Early Modern Cardinal. Brill, Leiden. DOI:10.1163/9789004415447, "21: Cardinals and their Titular Churches", pp. 333-350. ISBN 9789004415447.
2. ↑  Carol M. Richardson (2009). Reclaiming Rome : cardinals in the fifteenth century. Brill, Leiden. ISBN 978-90-474-2515-1.
3. ↑  (it) Francesco Cristofori (1888). Cronotassi dei cardinali di Santa Romana Chiesa : dal secolo V all'anno del signore MDCCCLXXXVIII. Tip. de propaganda fide, Rome.